# Ernest King
Ernest Joseph King (Lorain (Ohio), 23 november 1878 - Portsmouth (New Hampshire), 25 juni 1956) was een Amerikaanse admiraal van de marine.
Hij raakte al op jonge leeftijd geïnteresseerd in de marine en ging in 1897 studeren aan de Amerikaanse marineacademie, waar hij afstudeerde in 1901.
Na de Japanse aanval op Pearl Harbor, toen de VS betrokken raakten bij de Tweede Wereldoorlog, werd hij in december 1941 bevelhebber van de Amerikaanse marine (Commander in Chief US Navy) en in maart 1942 werd hij Chief of Naval Operations. Hij hield beide functies tot het einde van de oorlog. 
In december 1944 werd hij bevorderd tot Fleet Admiral, een kort daarvoor ingestelde vijfsterrenrang. Na de oorlog kreeg hij een adviserende taak binnen de marine. 
Ernest King overleed op 77-jarige leeftijd, nadat hij jarenlang in een slechte gezondheid had verkeerd.

## Militaire loopbaan
- Midshipman, United States Naval Academy: klas van juni 1901
- Ensign, United States Navy: 7 juni 1903
- Lieutenant, Junior Grade, United States Navy: 7 juni 1906
- Lieutenant, United States Navy: 7 juni 1906
- Lieutenant Commander, United States Navy: 1 juli 1913
- Commander, United States Navy: 1 juli 1917
- Captain, United States Navy: 21 september 1918
- Rear Admiral (lower half), United States Navy:
- Rear Admiral (upper half), United States Navy: 26 april 1933
- Vice Admiral, United States Navy: 29 januari 1938
- Admiral, United States Navy: 1 februari 1941
- Fleet admiral, United States Navy: 20 december 1944[2]

## Decoraties
- Naval Aviator Wings
- Navy Cross[2]
- Distinguished Service Medal (US Navy) met twee Gouden Sterren
- Spanish Campaign Medal
- Sampson Medal
- Mexican Service Medal
- World War I Victory Medal (United States) met Gesp Atlantische Vloot
- American Defense Service Medal, met een bronse "A"
- American Campaign Medal
- World War II Victory Medal (United States)
- National Defense Service Medal
- Grootkruis in het Legioen van Eer in 1945
- Croix de guerre (Frankrijk) in 1944
- Commandeur in de Orde van Vasco Nunez de Balboa in 1929
- Officier in de Orde van de Italiaanse Kroon in 1933
- Grootkruis in de Militaire Orde van Italië in 1948
- Grootkruis in de Orde van Militaire Verdienste in 1943
- Orde van Verdienste voor de Marine in 1943
- Orde van Abdon Calderon in 1943
- Ridder Grootkruis in de Orde van het Bad in 1945
- Speciale Grootlint in de Orde van de Kostbare Drievoet in 1945
- Grootkruis in de Orde van George I in 1946
- Grootofficier in de Kroonorde in 1948
- Oorlogskruis (België) in 1948
- Grootkruis in de Orde van Oranje-Nassau met Zwaarden in 1948